# Гребінці у паніровці

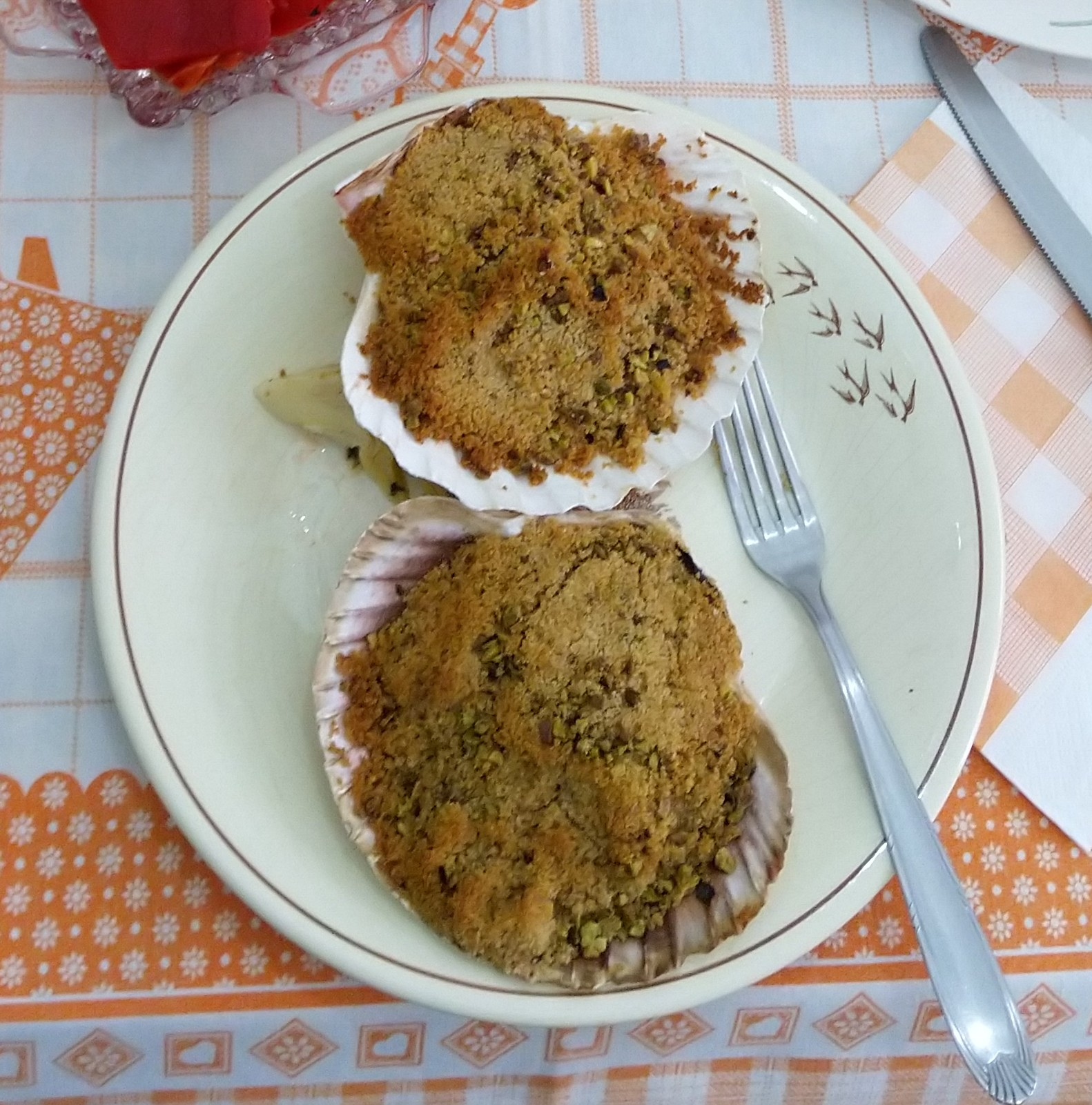

Гребінці у паніровці (італ. Capesante gratinate) — традиційна страва італійської кухні. Для приготування використовується середземноморський молюск «гребінець святого Якова» (лат. Pecten jacobaeus).

## Приготування
Склад паніровки може варіювати. Для виготовлення найпростішого варіанту у велику миску додають панірувальні сухарі, попередньо роздавлений часник, дрібку солі та трохи перцю, дрібно нарізану петрушку і вливають оливкову олію. Потім добре перемішують дерев'яною ложкою, до отримання однорідної суміші. Олія повинна добре вбратися в панірувальні сухарі. Потім викладають м'ясо гребінців на їх мушлі. У центр кожної мушлі насипають ложку панірування, щоб добре покрити м'ясо молюска. Випікають в розігрітій духовці при 200 °C 15-20 хвилин. Коли паніровка підрум'яниться, виймають запечені гребінці з духовки і подають гарячими.

## Вживання
Страва подається як закуска або як основна страва, зазвичай на святковий стіл.